# Bataille de Montenaken
Guerres de Liège
Batailles
Bataille de Brustem (1467) • Six cents Franchimontois (1468)
La bataille de Montenaken a opposé les forces de Liège et l'État bourguignon le 20 octobre 1465 lors de la première guerre de Liège. Bien que moins nombreuses, les forces du duc de Bourgogne réussirent à vaincre la milice de Liège, lui causant de lourdes pertes.

## Causes
La guerre du Bien public entre Louis XI et plusieurs membres de la haute noblesse a débuté en mars 1465. En conséquence, l'État bourguignon se retrouve en guerre avec la France. Louis, soucieux de trouver des alliés, est entré en pourparlers avec la ville de Liège, qui avait des griefs historiques contre la Bourgogne, menant à un traité militaire en juin 1465. Les Liégeois n'étaient pas satisfaits de la gouvernance du Prince-évêque Louis de Bourbon qui avait été mis en place par le duc de Bourgogne Philippe le Bon en accord avec le pape Calixte III sur le trône de Saint-Lambert en 1456 contre l'avis du chapitre de la cathédrale.
Alors que la majeure partie de l'armée bourguignonne, sous le commandement du fils de Philippe le Bon, le futur Charles le Téméraire, alors comte de Charolais, est engagée en France, les Liégeois déclarèrent la guerre à la Bourgogne le 28 août. Malgré tout, le duc de Bourgogne Philippe le Bon put rassembler rapidement une force en majorité composée de Brabançons pour défendre ses biens contre l'attaque liégeoise.

## Les armées
L'armée liégeoise, commandée par Raes de Heers, était composée de deux à trois mille hommes, principalement des fantassins avec quelques artilleurs de campagne. Les forces bourguignonnes comptaient environ mille huit cents hommes, principalement des cavaliers dont certains ne prirent pas part à la bataille.

## La bataille
Les Bourguignons étaient inférieurs en nombre et ne pouvaient s'exposer en attaquant frontalement les défenseurs liégeois retranchés dans le village de Montenaken. Ils envoyèrent donc des pilleurs incendier la campagne environnante dans l'espoir de faire sortir les Liégeois, ce qu'ils firent. Une grande troupe liégeoise, peut-être toute l'armée, fit une sortie et engagea le combat contre l'armée bourguignonne, en rase campagne entre Montenaken et Fresin. Les forces de Liège étaient positionnées entre deux tumulus, dont il existe un certain nombre autour de Montenaken. La cavalerie bourguignonne chargea une première fois, mais fut repoussée par des tirs d'artillerie. Regroupée, elle chargea à nouveau mais fut de nouveau repoussée. Cette fois, cependant, leurs adversaires les poursuivirent. Les Bourguignons se rassemblèrent à nouveau et chargèrent une troisième fois. L'armée liégeoise, hors de sa position défensive et désordonnée par la poursuite fut ainsi mise en déroute. Environ 1 200 miliciens liégeois furent tués dans la bataille.

## Conséquences
Après les combats, Charles occupe la ville liégeoise de Saint-Trond et des villages comme Petit et Grand-Hallet sont détruits. Le 21 octobre 1465, Louis XI écrit à Liège, en informant la ville qu'il avait fait la paix avec les Bourguignons (traité de Conflans), et en leur conseillant de faire de même avant que la principale armée bourguignonne n'arrive dans la Principauté. Les Liégeois acceptèrent de signer la paix de Saint-Trond le 22 décembre qui leur fit perdre quasi tous leurs droits et libertés puis, le 10 septembre 1466 le « traité d'Oleye » par lequel, moyennant une aggravation des clauses de la paix de Saint-Trond et la livraison de cinquante otages, le Téméraire consent à retirer ses troupes du pays. Cette paix fut très relative, les conditions du traité très défavorables à la Principauté n'ayant pas apaisé les troubles. En 1468, les Liégeois se révoltèrent à nouveau contre Charles le Téméraire qui avait succédé à son père en 1467.

## Culture
Au soir de leur victoire, les cavaliers bourguignons entonnent pour la première fois le chant Cavalerie Bourguignonne, composé en souvenir de leur rôle déterminant lors de la bataille.